# Gladys María Bejerano Portela
Gladys María Bejerano Portela (7 de enero de 1947) es una política cubana, Exvicepresidenta del Consejo de Estado y Ex Contralora General de Cuba.
Bejerano Portela fue promovida en 2006 a ministra de Auditoría y Control. Antes de ocupar esta posición fue viceministra durante la gestión de Lina Olinda Pedraza Rodríguez. Bejerano Portela es también Auditora General de Cuba desde 2009, sucediendo a Juan Almeida Bosque.
Bejerano Portela también es miembro del Subcomité de Normas Estándares Internacionales que supervisa las Normas Internacionales de las Entidades Fiscalizadoras Superiores y las Directrices de la INTOSAI para la Buena Gobernanza. Está próxima a graduarse como licenciada en Ciencias Sociales.